# Paul Sauerbrey
Paul Sauerbrey (* 16. November 1876 in Martinroda; † 4. Dezember 1932 in Solingen-Ohligs) war ein deutscher Politiker (SPD, USPD).

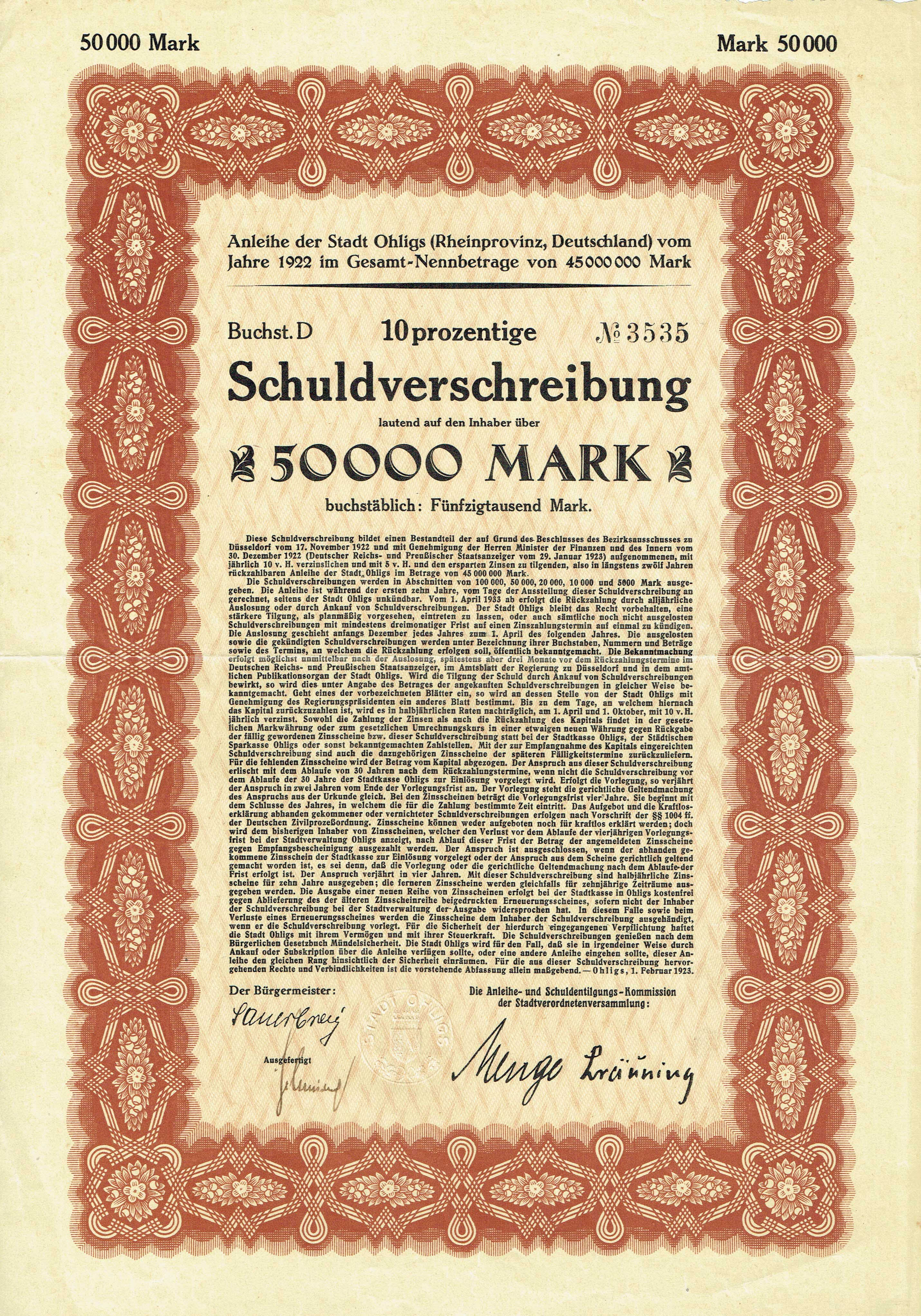
Anleihe der Stadt Ohligs vom 1. Februar 1923 mit Unterschrift von Bürgermeister Paul Sauerbrey

Sauerbrey wurde als Sohn eines Arbeiters geboren. Er besuchte von 1883 bis 1901 die Volksschule. Danach absolvierte er von 1891 bis 1894 eine Tischlerlehre. In den 1890er Jahren trat er in die SPD ein. 1901 heiratete er. Von 1907 bis 1911 war Sauerbrey Bezirksarbeiter- und Gewerkschaftssekretär für Großbreitenbach und Umgebung. Danach arbeitete er für verschiedene Parteizeitungen und war ein Jahr lang Bezirksleiter des deutschen Holzarbeiterverbandes in Friedrichroda. Ab 1912 war er Sekretär der Gewerkschaftskommission Barmen-Elberfeld.  
Während des Ersten Weltkrieges verließ Sauerbrey die SPD, um sich der USPD anzuschließen, einer neugegründeten Partei, die sich vor allem aus Angehörigen des linken SPD-Flügels zusammensetzte, die mit der Kriegspolitik der SPD-Führung unzufrieden waren. Anfang 1920 wurde Sauerbrey die Ermordung der Spitzels Langenspien angelastet.
Bei der Reichstagswahl vom Juni 1920 wurde Sauerbrey als Kandidat der USPD für den Wahlkreis 25 (Düsseldorf-Ost) in den ersten Reichstag gewählt, dem er bis zur Wahl vom Mai 1924 angehörte. Um 1922 verließ Sauerbrey die USPD und kehrte zur SPD zurück, deren Reichstagsfraktion er fortan für den Rest dieser ersten Legislaturperiode der Weimarer Republik angehörte. Daneben war er Stadtverordneter in Barmen.
Von 1922 bis 1929 amtierte Sauerbrey als letzter Bürgermeister der Stadtgemeinde Ohligs, bis zu deren Zusammenschluss mit Solingen. In das Amt war er mit den Stimmen von USPD und SPD gewählt worden. 
Die Ohligser Sauerbreystraße wurde nach dem Zweiten Weltkrieg nach ihm benannt.